# Nexus 6
Nexus 6 är en smarttelefon som är tillverkad av Motorola för Google Enheten leverereas med processorn Qualcomm Snapdragon 805 quad-core 2,7 GHz och med en Quad HD display på 6", och med operativsystemet Android Lollipop v5.0. 
| Nexus 6          |                                                                    |
| ---------------- | ------------------------------------------------------------------ |
| Tillverkare      | Motorola i samarbete med Google                                    |
| Modellbeteckning | Nexus 6                                                            |
| Typ              | Smartphone                                                         |
| Lanseringsdatum  | Kommer snart. Beräknad lansering Oktober 2014.[uppföljning saknas] |
| Prestanda        |                                                                    |
| Mått             | 159.3 x 83 x 10.1 mm                                               |
| Vikt             | 184 g gram                                                         |
| Färg             | Midnight Blue, Cloud White                                         |
| Skärm            | 1440 x 2560 pixels, 6.0 inches (~490 ppi pixel density)            |
| Primär kamera    | 13 megapixel                                                       |
| Sekundär kamera  | 2,0 megapixel                                                      |
| Operativsystem   | Android OS, v5.0 (Lollipop)                                        |
| CPU              | Quad-core 2.7 GHz Krait 450                                        |
| GPU              | Adreno 420                                                         |
| RAM-minne        | 3 GB                                                               |
| Minneskort       | Nej                                                                |
| NFC              | Ja                                                                 |
| Lagringsutrymme  | 32 eller 64 GB                                                     |
| Anslutningar     |                                                                    |
| Föregångare      | Nexus 4, Nexus One, Nexus S, Galaxy Nexus, Nexus 5                 |